# Чистоводівське водосховище
 Чистоводівське водосхо́вище — невелике руслове водосховище на річці Мокрий Ізюмець (ліва притока р. Сіверський Донець). Розташоване в Ізюмському районі Харківської області.
- Водосховище побудовано в 1967 році по проекту інституту «Харківдіпроводгосп».
- Призначення — зрошення, риборозведення, рекреація.
- Вид регулювання — сезонне.

## Основні параметри водосховища
- нормальний підпірний рівень — 99,0 м;
- форсований підпірний рівень — 100,2 м;
- рівень мертвого об'єму — 97,0 м;
- повний об'єм — 1,724 млн м³;
- корисний об'єм — 1,031 млн м³;
- площа дзеркала — 83 га;
- довжина — 3,5 км;
- середня ширина — 0,24 км;
- максимальні ширина — 0,50 км;
- середня глибина — 2,1 м;
- максимальна глибина — 3,2 м.

## Основні гідрологічні характеристики
- Площа водозбірного басейну — 103 км².
- Річний об'єм стоку 50 % забезпеченості — 3,15 млн м³.
- Паводковий стік 50 % забезпеченості — 2,15 млн м³.
- Максимальні витрати води 1 % забезпеченості — 34 м³/с.

## Склад гідротехнічних споруд
- Глуха земляна гребля довжиною — 585 м, висотою — 8,1 м, шириною — 10 м.
- Шахтний водоскид із монолітного залізобетону висотою — 4,6 м, розмірами 2,2×2,2 м.
- Водоскидний тунель одновічковий із монолітного залізобетону розмірами 2,2х2,2)м, довжиною — 36 м.
- Донний водоспуск із сталевої труби діаметром 600 мм, обладнаний засувкою.

## Використання водосховища
Водосховище було побудовано для зрошення в колгоспі «Чистоводівський» Ізюмського району.
Одночасно використовувалось спільно з Ізюмським міжгосподарським підприємством по виробництву товарної риби.
На даний час використовується для риборозведення.